# Cantón de Toulon-sur-Arroux
El cantón de Toulon-sur-Arroux era una división administrativa francesa, que estaba situada en el departamento de Saona y Loira y la región de Borgoña.

## Composición
El cantón estaba formado por ocho comunas:
- Ciry-le-Noble
- Dompierre-sous-Sanvignes
- Génelard
- Marly-sur-Arroux
- Perrecy-les-Forges
- Saint-Romain-sous-Versigny
- Sanvignes-les-Mines
- Toulon-sur-Arroux

## Supresión del cantón de Toulon-sur-Arroux
En aplicación del Decreto n.º 2014-182 de 18 de febrero de 2014, el cantón de Toulon-sur-Arroux fue suprimido el 22 de marzo de 2015 y sus 8 comunas pasaron a formar parte; cuatro del nuevo cantón de Gueugnon y cuatro del nuevo cantón de Saint-Vallier.